# كهف جليدي

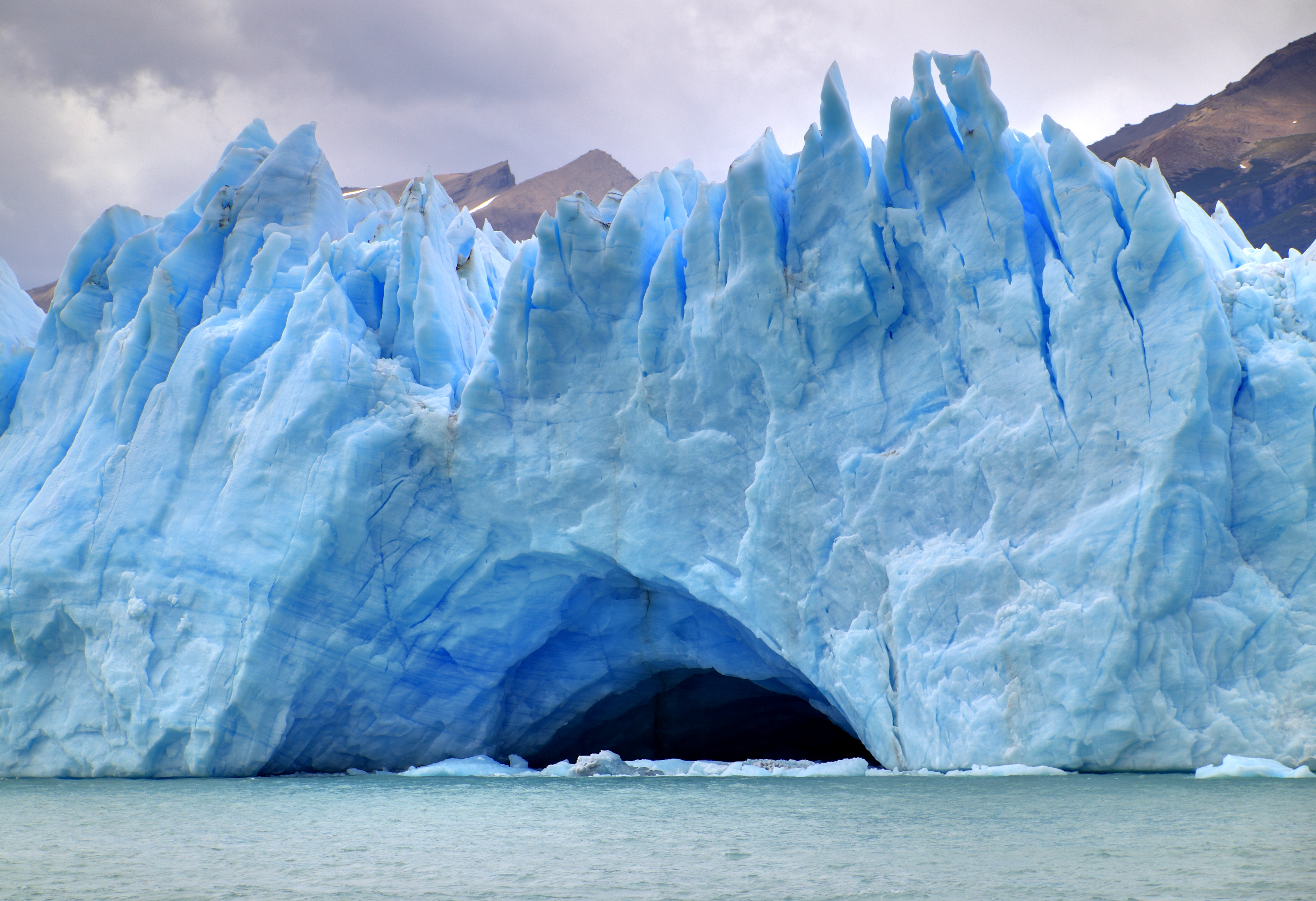
كهف جليدي مغمور جزئيًا في نهر بيريتو مورينو الجليدي. يبلغ إرتفاع الواجهة الجليدية حوالي 60 مترًا

الكهف الجليدي هو كهف يتكون داخل جليد نهر جليدي. غالبًا ما تسمى بالكهوف الجليدية، ويستخدم المصطلح بشكل صحيح لوصف الكهوف الصخرية التي تحتوي على الجليد على مدار العام.

## ملخص
تبدأ معظم الكهوف الجليدية بالمياه التي تمر عبر النهر الجليدي أو تحته. غالبًا ما تنشأ هذه المياه على سطح النهر الجليدي من خلال الذوبان، ودخول الجليد عند طبقة مولين والخروج عند خطم النهر الجليدي عند مستوى القاعدة. يمكن أن يسبب انتقال الحرارة من الماء ذوبانًا كافيًا لإنشاء تجويف مملوء بالهواء، يساعد أحيانًا في الإنصهار. يمكن أن تساعد حركة الهواء بعد ذلك على التوسع من خلال الذوبان في الصيف والتسامي في الشتاء.

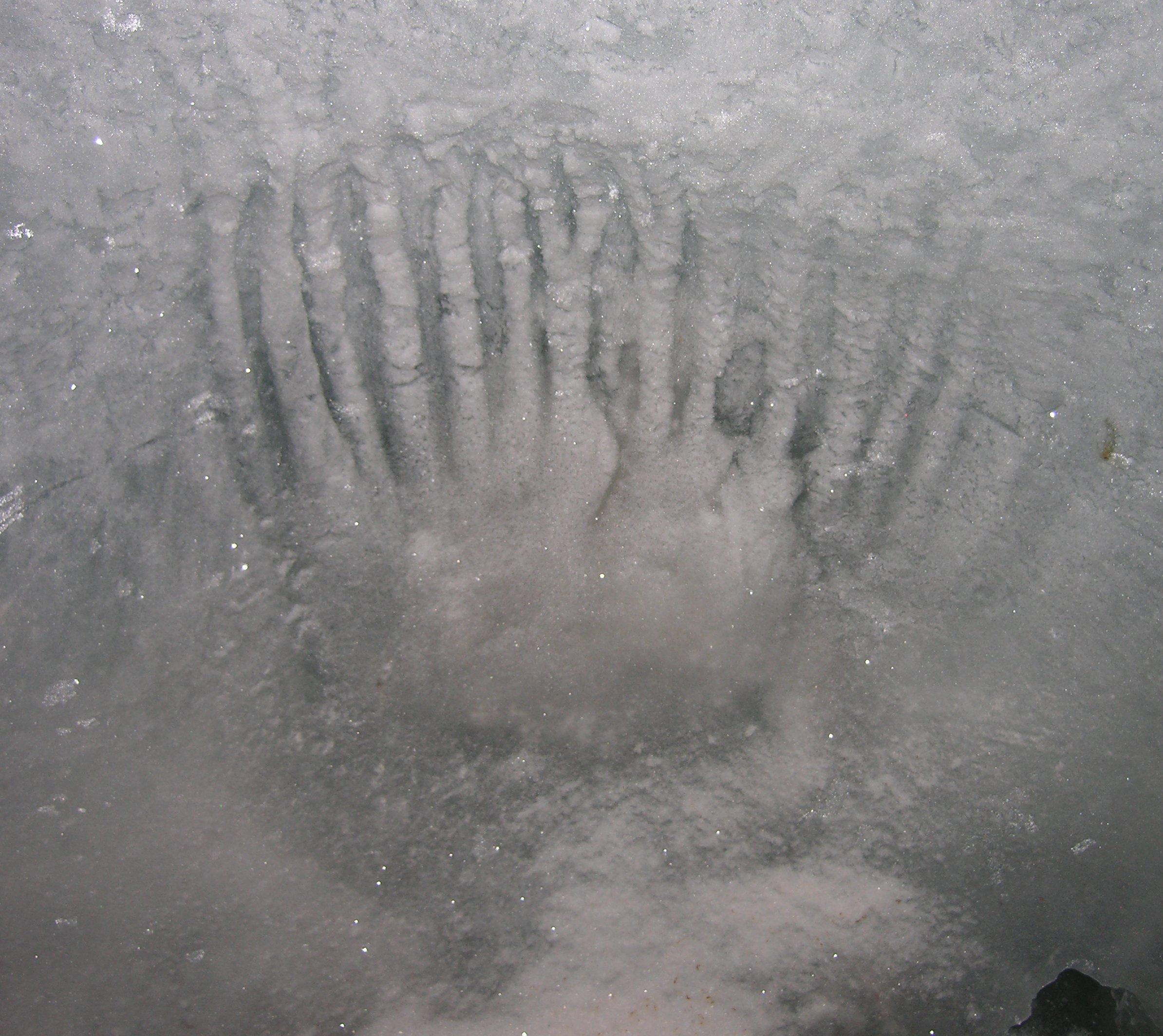
التكوينات الجليدية في كهف تيتليس الجليدي

تتكون بعض الكهوف الجليدية من الحرارة الجوفية من الفتحات البركانية أو الينابيع الساخنة تحت الجليد. من الأمثلة المتطرفة كهف كفركفول الجليدي في نهر فاتنايوكوتل الجليدي في أيسلندا، والذي تم قياسه في الثمانينيات بطول 2.8 كيلومتر (1.7 ميل) مع نطاق رأسي يبلغ 525 مترًا (1722 قدمًا).
بعض الكهوف الجليدية غير مستقرة نسبيًا بسبب الذوبان وحركة الأنهار الجليدية، وهي عرضة للإنهيار الموضعي أو الكامل، فضلاً عن القضاء عليها عن طريق التراجع الجليدي. مثال على الطبيعة الديناميكية للكهوف الجليدية هو كهوف الفردوس الجليدية السابقة، الواقعة على جبل رينييه في الولايات المتحدة. عُرفت الكهوف منذ أوائل القرن العشرين، وكان يُعتقد أنها اختفت تمامًا في منتصف الأربعينيات من القرن الماضي، ولكن في عام 1978، بلغ حجم الكهوف 13.25 كيلومترًا (8.23 ميل) من الممرات في الكهوف الجليدية هناك، واعتبر بعد ذلك أطول نظام كهف جليدي في العالمية. إنهارت كهوف الفردوس الجليدية واختفت في التسعينيات، كما اختفى الفص السفلي من الجبل الجليدي الذي كان يحتوي على الكهوف في السابق تمامًا بين عامي 2004 و2006.

يمكن استخدام الكهوف الجليدية من قبل علماء الجليد للوصول إلى المناطق الداخلية من الأنهار الجليدية. تسمى دراسة الكهوف الجليدية نفسها أحيانًا «علم الجليد الجليدي».

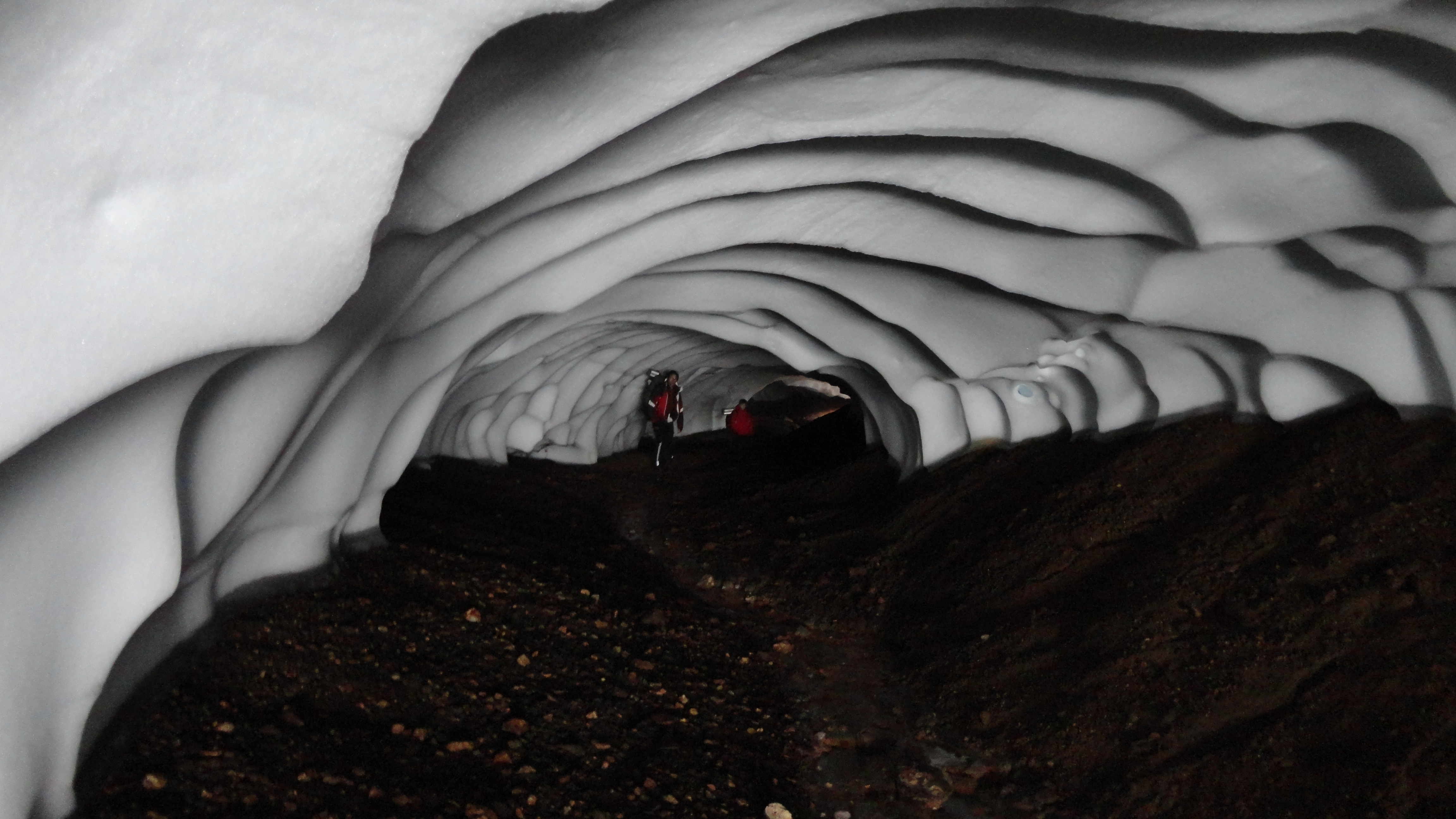
تم حفر هذا الكهف الجليدي بواسطة ينبوع ساخن تحت حقل ثلجي في جنوب وسط أيسلندا، وهي دولة تنتشر فيها هذه التكوينات بسبب إرتفاع النشاط الحراري والبركاني. خطوط عرض عالية، طقس بارد، وتساقط ثلوج متكرر.

## أمثلة
- جبل رينييه (واشنطن، الولايات المتحدة الأمريكية) يوجد حفرتان على قمة مخروط على قمة البركان تحتويان على أكبر نظام كهف جليدي بركاني في العالم.[2]
- نهر بيريتو مورينو الجليدي (الأرجنتين).
- تيتليس (سويسرا).